# Rivière à la Baleine
Rivière à la Baleine är ett vattendrag i Kanada.   Det ligger i provinsen Québec, i den östra delen av landet, 1 500 km norr om huvudstaden Ottawa.
Trakten runt Rivière à la Baleine är nära nog obefolkad, med mindre än två invånare per kvadratkilometer.